# Mesopsis
Mesopsis is een geslacht van rechtvleugeligen uit de familie veldsprinkhanen (Acrididae). De wetenschappelijke naam van dit geslacht is voor het eerst geldig gepubliceerd in 1906 door Bolívar.

## Soorten
Het geslacht Mesopsis omvat de volgende soorten:
- Mesopsis abbreviata Beauvois, 1806
- Mesopsis alienus Uvarov, 1936
- Mesopsis cylindricus Kirby, 1914
- Mesopsis hessei Uvarov, 1929
- Mesopsis indicus Prasad, 1956
- Mesopsis iranicus Uvarov, 1933
- Mesopsis laticornis Krauss, 1877